# 萬勝寺

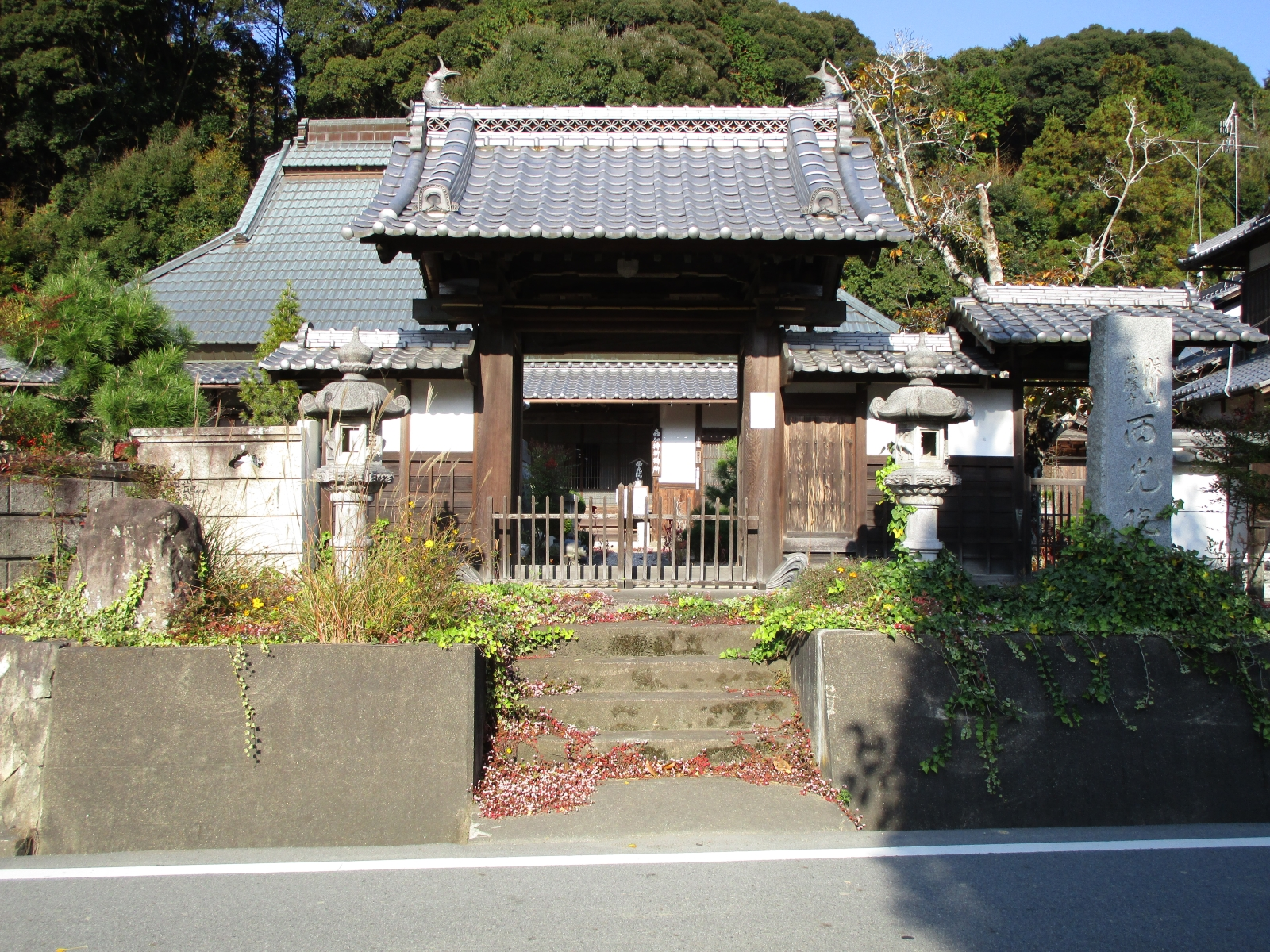
西光院

萬勝寺（まんしょうじ）は、兵庫県小野市にある真言宗大覚寺派の寺院。山号は畋川山。播磨八薬師霊場の7番札所。

## 沿革
播磨の中世地誌である「峰相記」では、加里川寺と記載されている。また、1712年（正徳2年）に成立した和漢三才図会では、狩河山万勝寺とある。境内に金剛院、西光院の塔頭がある。過去には、延寿院、遍明院もあったが、延寿院は、1907年（明治40年）6月15日に金剛院と合併し、延寿院にあった弁天堂の弁財天は、金剛院に属することとなった。また、遍明院は、1900年（明治33年）10月23日に有馬郡道場村塩田（現 神戸市北区道場町塩田）に移転した。

## 境内
- 本堂
- 阿弥陀堂
- 観音堂
- 行者堂

## 寺宝
- 孝明天皇玉座
- 阿弥陀木像（兵庫県指定文化財：1963年（昭和38年）8月24日指定）

## 近隣
萬勝寺の石段を下りたすぐ側にある小野子午線公園は東経135度線上にあり、石造りの日時計のモニュメントが設置されている。道路を挟んで反対側には「万勝寺そば」という蕎麦屋がある。

## ギャラリー

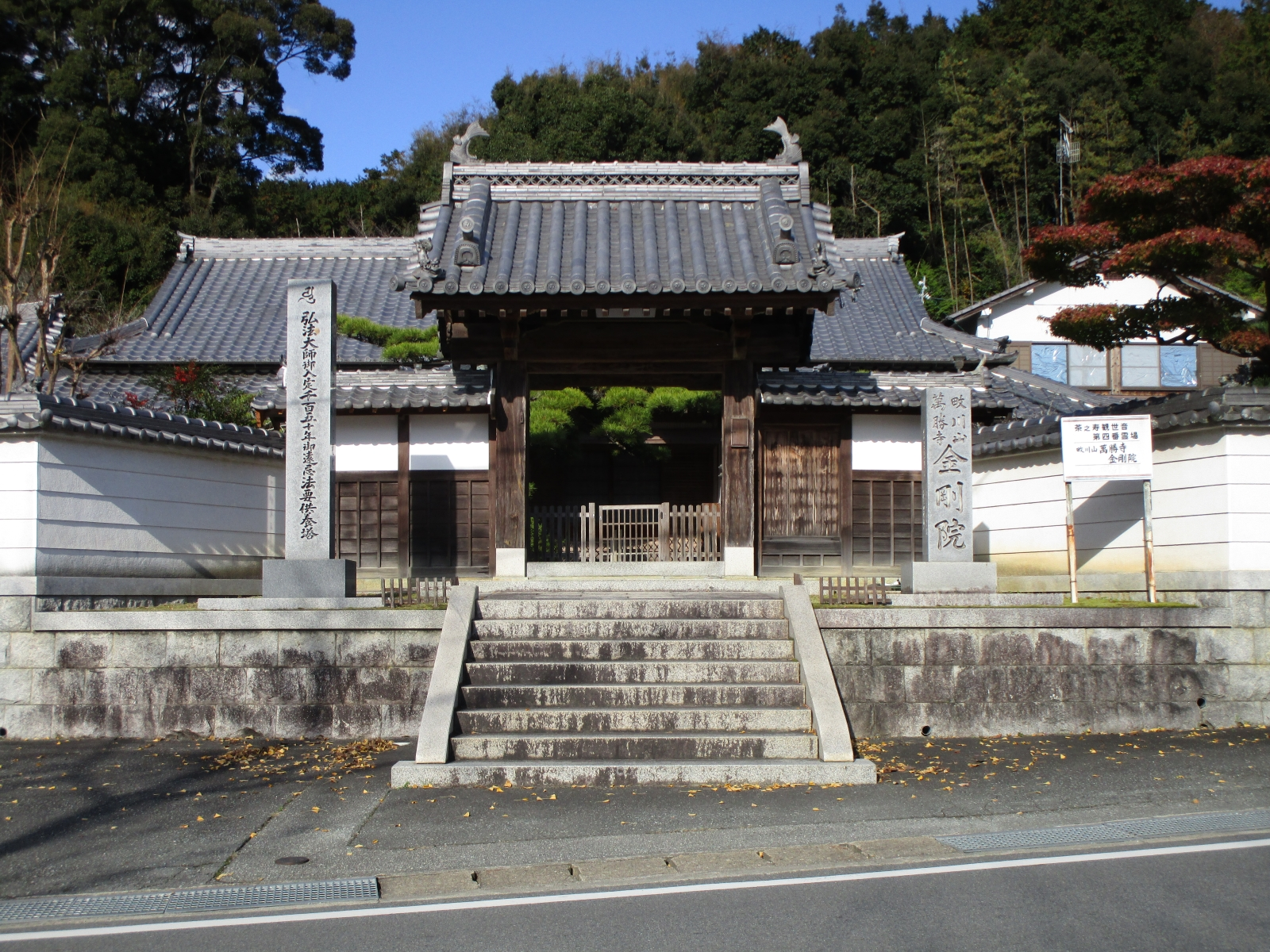
金剛院
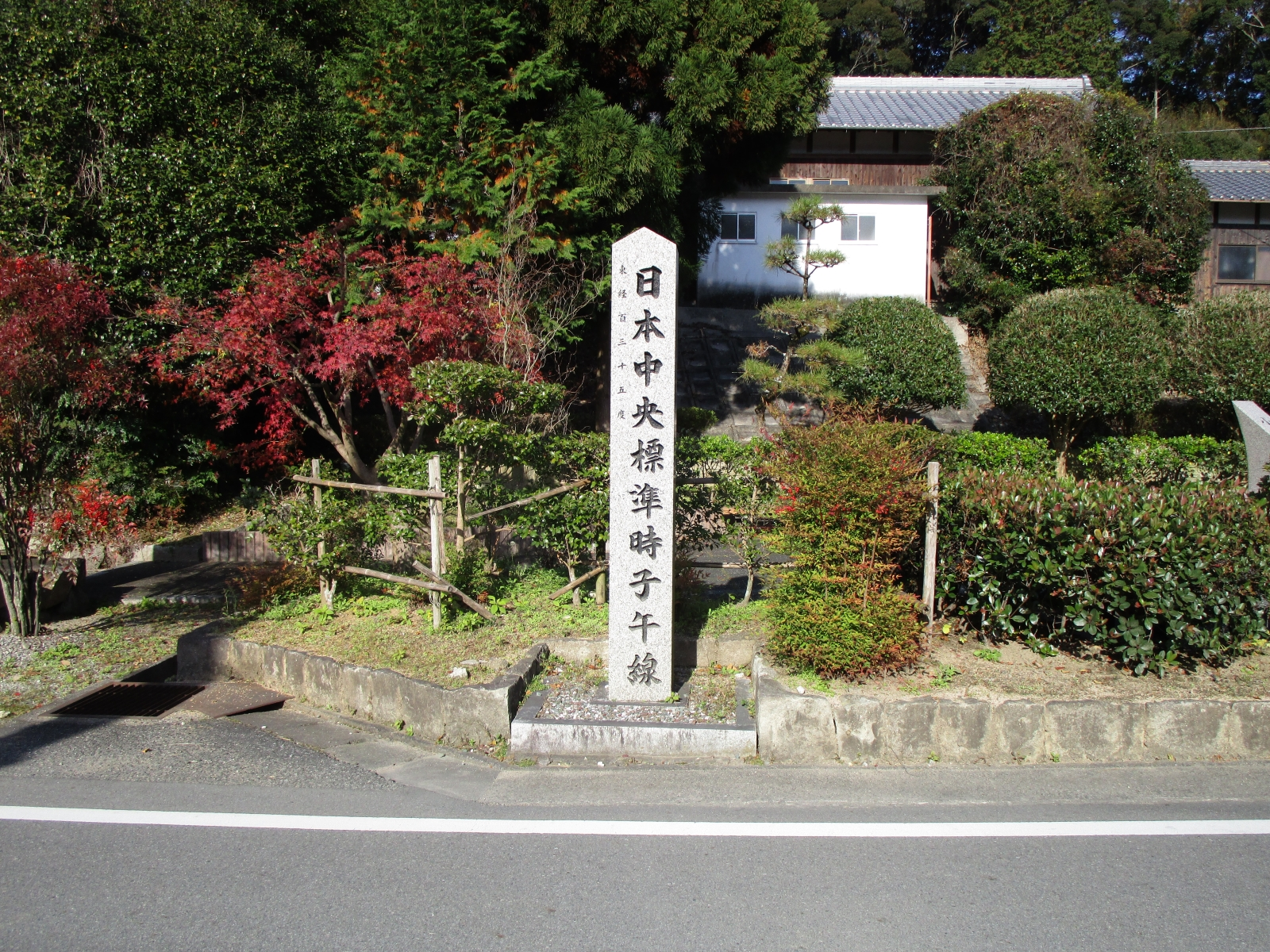
東経135度の石碑
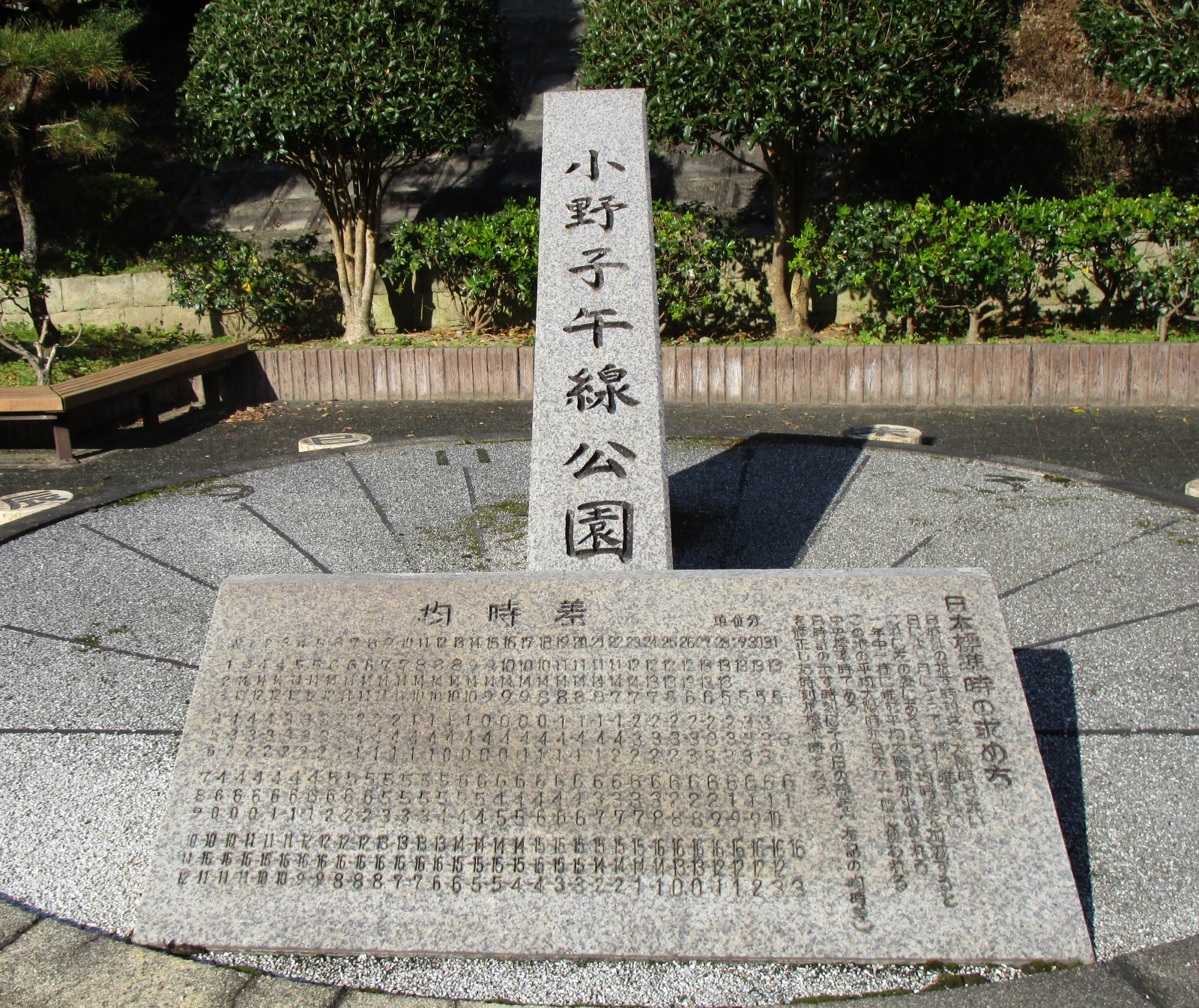
小野子午線公園の日時計のモニュメント